# Frohnhausen (Battenberg)
Frohnhausen is een plaats in de Duitse gemeente Battenberg (Eder), deelstaat Hessen, en telt 421 inwoners (2005).